# 城巴B8線
城巴B8線是香港一條新界巴士路線，由城巴有限公司營辦，於2023年2月11日起投入服務，來往大圍站及香園圍口岸。路線取道大老山公路、吐露港公路、粉嶺公路及香園圍公路，沿途在秦石邨、沙田圍、石門、大埔墟和太和設站，全程收費為$18.1，號稱「蓮塘快線」。

## 歷史
運輸署於2018年4月向北區區議會交通及運輸委員會發表《香園圍邊境管制站的本地公共交通服務安排》，建議開辦3條新巴士服務，以配合香園圍邊境管制站（蓮塘口岸）即將啟用。其中一條往返大圍鐵路站及香園圍口岸，途經大涌橋路和大埔新市鎮，初期只於星期六、日及公眾假期行走，並以招標的形式遴選營辦商。為確保專營巴士營辦商所提供的服務除可滿足預期需求外亦可滿足驟增的需求，署方在甄選有關營辦商時會留意營辦商在應付驟增需求方面的能力。
2019年5月，運輸署宣佈把此路線的專營權批予城巴，編號定為B8。香園圍邊境管制站於2020年8月26日啟用，但因2019冠狀病毒病疫情，管制站初期只開通貨運部份，客運部份延至2023年2月6日啟用，此線於同月11日才投入服務。同年2月18日起，此路線延長服務時間，於星期六、日及公眾假期06:00－20:30由大圍站開出，以及07:15－21:45由香園圍口岸開出。同年3月11日起，此線於大埔太和路增停林村河畔（香園圍口岸方向）和翠怡花園（大圍站方向），以回應大埔區議會的要求。9月2日起，B8線延長星期六及假日由香園圍口岸開出之尾車至22:00，同時以試辦形式增設星期一至五服務，大圍站開出時間為10:00－13:00，香園圍口岸開出時間為16:00－22:00，直至同年10月6日，相關服務於10月7日起提升為恆常安排，同時新增大埔太和路近翠怡花園往大圍站之單向分段收費，11月6日起，星期一至五由大圍站及香園圍口岸開出之頭班車時間分別提早至09:00及15:00。2024年3月25日起，B8線星期一至五由大圍站開出之尾班車時間延遲至16:00，星期一至五由香園圍口岸開出之頭班車時間提早至13:00，而每日由香園圍口岸開出之尾班車時間延遲至22:20。2025年5月1日：增設每日由廣福邨開往香園圍口岸之特別班次。

## 服務時間及班次
B8線於星期一至五日間非繁忙時間提供去程，及下午至晚間提供回程服務；而星期六、日及公眾假期來回方向則提供全日服務。以下服務時間及班次資訊以最近一次更新時為准，而班次亦會因應需求而略作調整。
| 大圍站開             | 大圍站開     | 大圍站開     | 香園圍口岸開         | 香園圍口岸開 | 香園圍口岸開 |
| 日期                 | 服務時間     | 班次（分鐘） | 日期                 | 服務時間     | 班次（分鐘） |
| -------------------- | ------------ | ------------ | -------------------- | ------------ | ------------ |
| 星期一至五           | 09:00－10:00 | 20           | 星期一至五           | 13:00－22:00 | 30           |
| 星期一至五           | 10:00－16:00 | 30           | 星期一至五           | 22:20        | 22:20        |
| 星期六、日及公眾假期 | 06:00－09:00 | 30           | 星期六、日及公眾假期 | 07:15－16:15 | 30           |
| 星期六、日及公眾假期 | 09:00－15:00 | 20           | 星期六、日及公眾假期 | 16:15－16:40 | 25           |
| 星期六、日及公眾假期 | 15:00－20:30 | 30           | 星期六、日及公眾假期 | 16:40－20:00 | 20           |
|                      |              |              | 星期六、日及公眾假期 | 20:00－21:00 | 10           |
| 21:00－22:20         | 20           |              | 星期六、日及公眾假期 |              |              |

視乎乘客需求，或會增設短途特別班次來往香園圍口岸及廣福邨。

## 收費
B8線全程收費為$18.1，並設有12歲以下小童及65歲或以上長者半價優惠。60歲－64歲香港居民、65歲或以上長者與合資格殘疾人士如以指定八達通繳付此線的車資，可享有長者及合資格殘疾人士公共交通票價優惠計劃提供的$2票價優惠。乘客登車時需以現金或八達通卡繳付車資，不設找贖；而每位成人乘客可免費帶同最多兩名四歲以下而且不佔座位的兒童乘車。此外，乘客亦可使用指定電子支付工具繳付車資，使用此支付方式的乘客可享有與其他城巴獨營路線或聯營線城巴班次之轉乘優惠，惟不適用於與非城巴路線之轉乘優惠，乘客亦不能享有「公共交通費用補貼計劃」及「長者及合資格殘疾人士公共交通票價優惠計劃」。
B8線沿途分段收費如下：
| 上車地點＼落車地點 | 香園圍口岸 | 廣福邨或之前 | 大圍站 |
| ------------------ | ---------- | ------------ | ------ |
| 廣福邨起           | $12        | 不適用       |        |
| 香園圍口岸         | 不適用     | $12          | 不適用 |
| 翠怡花園起         | 不適用     | $12          | $14.6  |
| 新界鄉議局大樓起   | 不適用     | 不適用       | $7.6   |

此外，凡使用八達通卡或電子支付工具乘搭此線，即日來回大圍站及香園圍口岸的乘客，第二程只需支付$16.9。乘客必須在同一服務日內（即頭班車至尾班車的服務時間內），以同一張八達通卡或同一電子支付工具的賬戶繳付去程及回程車資，方可享有回程車資優惠。

## 行車路線

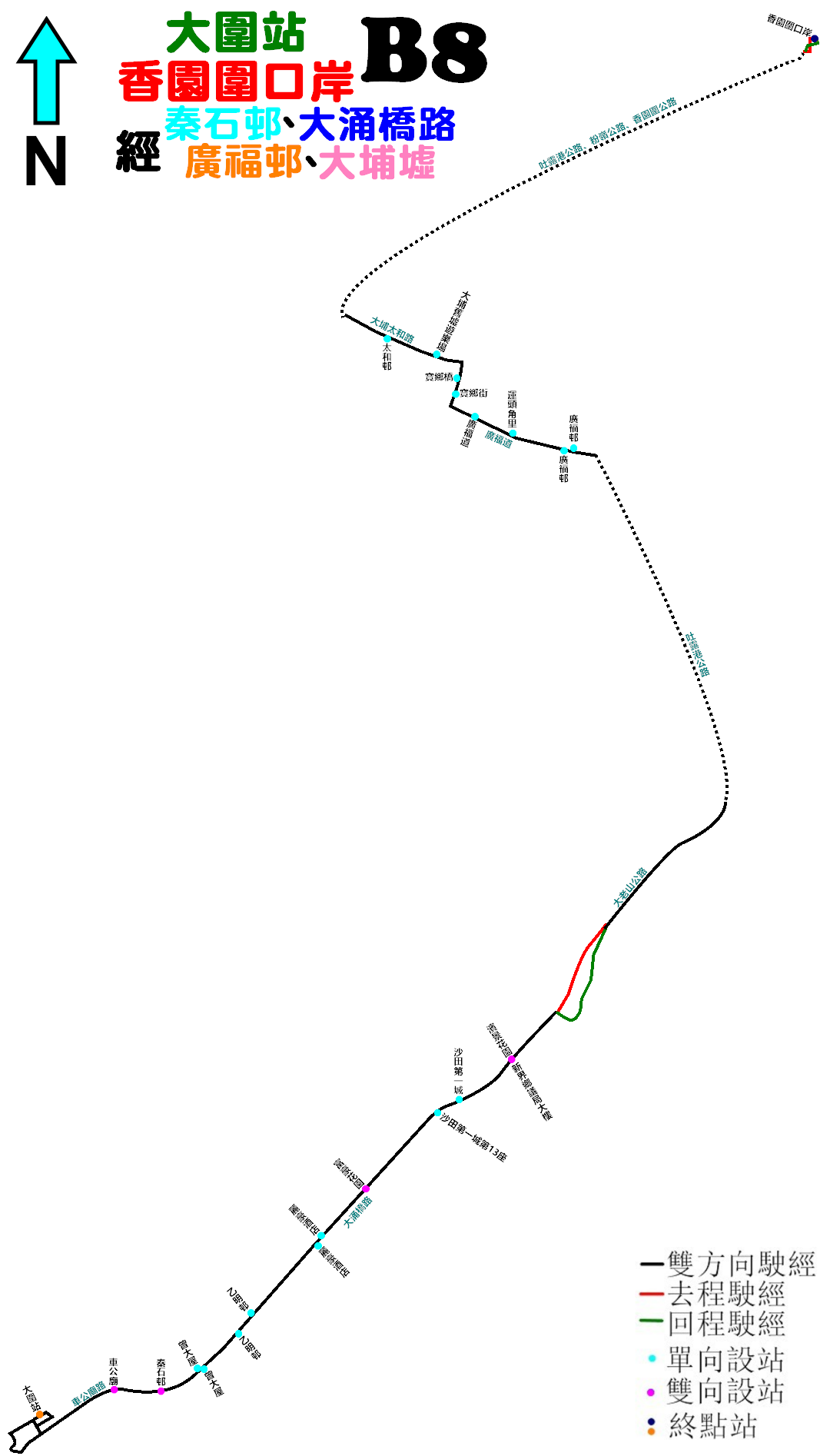
B8線的走線圖

B8線往香園圍口岸方向之班次途經車公廟路、大涌橋路、石門交匯處、大老山公路、吐露港公路、大埔公路－元洲仔段、廣福道、寶鄉街、大埔太和路、吐露港公路、粉嶺公路及香園圍公路；往大圍站方向之班次途經香園圍公路、粉嶺公路、吐露港公路、大埔太和路、寶鄉街、廣福道、大埔公路－元洲仔段、吐露港公路、大老山公路、石門交匯處、大涌橋路、車公廟路、迴旋處及車公廟路，具體停站請參考資訊框。

## 使用狀況
運輸署於2023年6月回覆沙田區議員周曉嵐時，表示B8線周六上午9時至下午1時往香園圍方向平均載客率約50%，周日下午4時半至尾班車往大圍方向平均載客率約75%，周六全日往大圍方向平均載客率約40%。